# Arte urbano

Plantilla realizada por Banksy, uno de los más emblemáticos artistas urbanos.

El arte urbano, también denominado street art, es todo arte visual realizado en las calles y otros espacios públicos mediante intervenciones en las paredes del espacio urbano con expresiones gráfico-pictóricas. Tiene como fin promover mensajes políticos, culturales y sociales y ambientales, bajo esta noción, no se discrimina manifestación alguna mientras surja en lo urbano y posea matices de creatividad o entretenimiento (sea mural, teatral, musical o dancístico). Algunos de los términos con los que se identifica incluyen los conceptos «arte urbano», «arte callejero», «grafiti», «posgrafiti», «neografiti», «arte independiente» o «arte de guerrilla». Alude a toda intervención inventiva que tiene como escenario la ciudad y que conserva un estatus de “sin permiso”. 
El arte urbano ha evolucionado desde los desafiantes grafitis iniciales hasta una forma de arte más comercial ya que una de las principales diferencias actuales radica en el mensaje. A menudo pretende provocar en el público general reflexión en lugar de rechazo al hacer que su propósito sea más evidente que el del grafiti. La cuestión de los permisos también ha llegado al centro del arte callejero, ya que los grafitis generalmente se hacen ilegalmente, mientras que hoy en día el arte callejero puede ser producto de un acuerdo o incluso, a veces, de un encargo. Sin embargo, se diferencia del arte tradicional expuesto en espacios públicos por el uso explícito de dicho espacio en la fase de concepción.

## Terminología
El término arte urbano o arte callejero, hace referencia a todo el arte de la calle. El arte urbano engloba tanto al grafiti como a otras diversas formas de expresión artística callejera. Desde mediados de los años 1990 el término street art o, de forma más específica, post-grafiti se utiliza para describir el trabajo de un conjunto heterogéneo de artistas que han desarrollado un modo de expresión artística en las calles mediante el uso de diversas técnicas (plantillas, pósteres, pegatinas, murales, grafitis...), que se alejan del famoso grafiti pero no siempre es en paredes pues ahora en la actualidad es posiblemente, incluso, dibujar en forma experta 3D.

## Técnica
Uno es el uso de plantillas (stencil), a menudo con un mensaje político, cobra especial relevancia en París en la segunda mitad de los años 60. Sin embargo no es hasta mediados de los años 1990, con la aparición de artistas como el estadounidense Shepard Fairey y su campaña "Obey" (Obey Giant) (Obedece al gigante), ideada a partir de la imagen del luchador estadounidense Andre The Giant y llevada a cabo mediante el uso de pósteres y plantillas, cuando las diversas propuestas de este tipo cobran auge en distintas partes del mundo y son percibidas en su conjunto como parte de un mismo fenómeno o escena.
El arte urbano comienza con la pintura en spray, es la forma en donde se puede encontrar mayor diversidad de estilos y búsquedas estéticas por los artistas del movimiento. Aunque también en pegatinas y pósteres, es donde podemos ver la evolución de este arte de la calle. Los normógrafos (reglas perforadas que permiten reproducir las letras del alfabeto normalizadas) se basan en la técnica del estarcido que en este caso se enfocan al grafiti, una de las formas más usuales de hacerlo es recortando la imagen deseada sobre una hoja de papel duro; el dibujo aparece como un espacio abierto con zonas sólidas alrededor. La plantilla así obtenida se sitúa sobre una nueva hoja de papel y se aplica la pintura sobre toda la superficie. Las zonas de pintura que llegan a la hoja inferior quedan limitadas a la forma de los huecos de la plantilla, creando así la imagen deseada. 
Muchas estrategias con diversas ideologías pero la misma teoría "El Arte", muchos pintan, otros dibujan, algunos solo rayan por rayar por poner algo que no tiene sentido a veces pero simplemente es arte plasmado en diversas estructuras, ya sea en un papel, en lienzo, en el suelo, en cristales, en frutas o incluso con papel de baño porque, al final de cuentas, se trata de creatividad de ser únicos y de poder expresarse, tener el poder de demostrarnos lo que hacen.

## Diferencia entre Arte Urbano y Grafiti

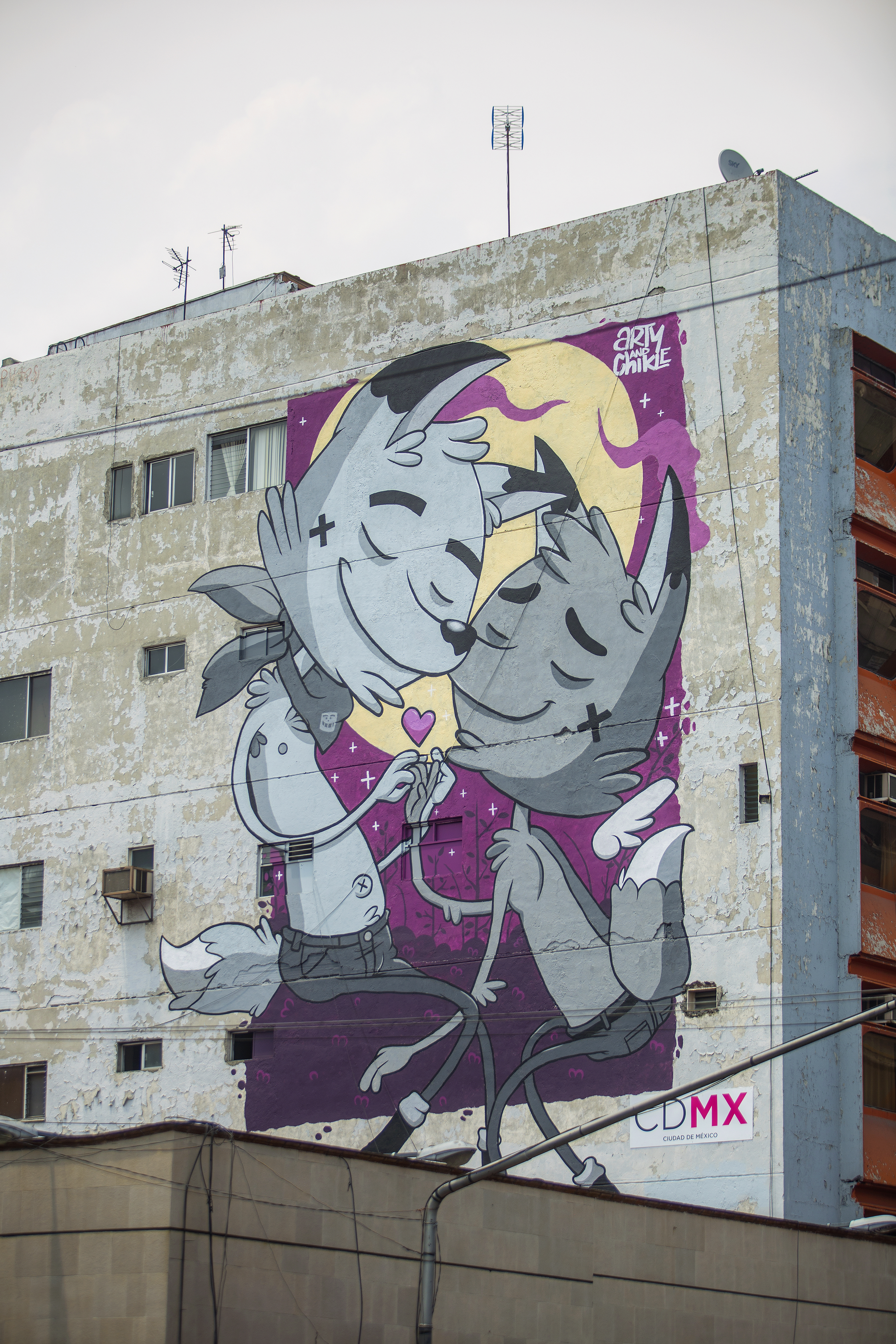
Arte urbano.

Arte Urbano: Es la obra de arte que trata de comunicar mediante dibujos en paredes, estos dibujos y esculturas son de la vida cotidiana que trata de concienciar al mundo de lo que pasa en la sociedad, comunidad y peligros.
Grafiti: Son aquellos grafos que realizan un grupo de integrantes que mantiene un código entre sí, puesto en paredes o en lugares baldíos.

## Controversia

### Artevs.vandalismo
Lo que para algunos es considerado un arte o una expresión de una subcultura, otros podrían considerarlo como contaminación visual, ya que suele romper con el orden y la estética de las ciudades. Por ejemplo, es frecuente el abuso del tagging (firma del grafitero), invadiendo en muchos casos espacios públicos sin una razón artística o estética precisa.

### Arte y cultura vs. Ilegalidad y vandalismo
Si definimos el arte como “el conjunto de disciplinas que se orientan a una finalidad expresiva y estética”, el movimiento del grafiti calza perfectamente dentro de la definición de arte, explícitamente dicho a la imagen. Realizar un grafiti es una tarea que requiere un proceso de desarrollo muy complejo, pues quienes lo hacen están sujetos a ciertas condiciones que procuran alejarlo de ese fin. Desde estructurar y llevar una idea clara de lo que se quiere plasmar, hasta determinar el medio urbano, junto al esfuerzo y la persistencia que la acción conlleva, son los limitantes que debe acoger y superar un artista del grafiti para ver su obra finalizada.

## Artistas internacionales
Con diferentes ciudades como núcleos del arte callejero algunos de sus exponentes internacionales más reconocidos son Banksy, John Fekner, Shepard Fairey, Blek le Rat, Jacek Tylicki. 
La diferencia de concepciones, técnicas y trasfondos ideológicos que abordan los artistas de arte urbano se ven plasmadas en sus obras. La utilización de figuras irónicas, como burla de la política o de la moral, o la repetición de diseños por todo el espacio urbano sin bases u objetivos reales hacen que algunas obras parezcan carecer de sentido. Sin embargo la base es crear obras, tras analizar y reflexionar sobre la realidad, rompiendo con diversas reglas de la física, tal vez la gravedad, o incluso crear cosas que nunca nadie pensó que pudiesen existir. Y por su propia concepción está abierto a la renovación constante de sus creadores.
|                                                                  |
| Obra de Jacek Tylicki en el Lower East Side de Nueva York (1982) |

|                                    |
| Obra de Banksy en Palestina (2003) |

|                                          |
| Obra de John Fekner en Nueva York (1980) |

|                                         |
| Obra de Shepard Fairey en Málaga (2015) |

|                                           |
| Obra de Blek le Rat en Los Ángeles (2008) |

## Arte urbano en Europa

### España
En España el arte urbano, a imitación de otros países europeos, nació primero en los barrios periféricos de las grandes ciudades y en las localidades de sus áreas metropolitanas para luego extenderse por el resto del país. Actualmente son focos importantes de esta disciplina Valencia, Madrid, Barcelona, Pontevedra, Zaragoza y Cuenca. La capital aragonesa es un referente gracias a su festival de cultura urbana Asalto, que congrega a artistas de todo el mundo y realiza intervenciones en la ciudad. Cabe destacar la urbe rural leonesa de La Bañeza (León) que se ha convertido en la ciudad europea con más obras por metro cuadrado construido.
En España algunos referentes incluyen artistas como Okuda San Miguel, Fasim Felipe Pantone, Nano 4814, SAN, Aryz, Spok o Suso33.

"El arte urbano es el último paso en la Historia del Arte y está muy bien valorado en las mejores ferias internacionales. Banksy y Os Gemeos están entre los artistas más cotizados del mundo, y España es muy potente en ese circuito. Por eso me jode que aquí no se nos valore tanto"
Okuda San Miguel (Diario El Mundo, 19 de febrero de 2018) 

|                                  |
| Obra de Okuda en Budapest (2016) |

|                                   |
| Obra de Fasim en Barcelona (2016) |

|                                        |
| Obra de Felipe Pantone en Ibiza (2017) |

|                              |
| Obra de Nano en Ordes (2012) |

|                                           |
| Obra de Aryz y Os Gemeos en Múnich (2017) |

|                               |
| Obra de Spok en Lisboa (2016) |

|                                 |
| Obra de Suso33 en Málaga (2015) |

#### Barcelona
Considerada una seña de identidad desde la fundación de la ciudad Barcelona ha sido un importante punto de arte urbano. Realizado generalmente de forma anónima y por múltiples vías, desde una simple pintada o inscripción hasta la elaboración de complejos murales situados en las vías públicas, la temática usualmente se ha acompañado de mensajes reivindicativos de signo social o político. Desde los años 1980 vivió una época de esplendor gracias a la cultura hip-hop procedente de Estados Unidos si bien tuvo un punto de inflexión con la promulgación de la ordenanza de civismo de 2006 que castigaba con multas las manifestaciones de arte urbano.
En 2025, un reportaje publicado por el medio Metrópoli Abierta destacó el auge de la pintura mural en espacios comerciales, viviendas y proyectos de diseño urbano en Barcelona y Sitges, señalando su consolidación como herramienta de comunicación visual y decorativa en el entorno urbano.

"No podemos conservarlo todo, pero sí establecer mecanismos para consensuar, porque nos tiraremos de los pelos pensando en lo que tuvimos. En DF conservan los murales de Diego Rivera. No se entiende que no haya muros donde pintar, cuando hay skate parks donde patinar o pipicans para los perros. Las actuaciones de las últimas semanas son consecuencia de dónde venimos y de que no hay un criterio u oficina para el arte urbano”.
Xavi Ballaz (El Pais, 13 de junio de 2021) 

|  |
|  |

|  |
|  |

|  |
|  |

|  |
|  |

|  |
|  |

#### Cádiz
Urbanart San Roque, celebrado durante varias ediciones en el campus de La Rábida de la Universidad Internacional de Andalucía, fue un proyecto patrocinado por Cepsa del Campo de Gibraltar mostró 30 fotografías de otros tantos jóvenes con sus obras de arte urbano. En el acto de presentación estuvieron presentes el artista Antoni Gabarre y la vicerrectora del campus de La Rábida, Yolanda Pelayo. Gabarre, con experiencia de trabajo en lugares dispares como Bosnia e Irlanda del Norte y en cárceles destacó que "mi trabajo siempre ha estado con las personas con problemas de integración. Esta exposición es el resultado de dos años de trabajo del 2010 al 2012. La mayoría de los entre 80 y 90 jóvenes que participan proceden de familias desestructuradas y con problemas psicosociales". Para este polifacético artista escultor, muralista y publicista, "el muralismo y el grafiti son herramientas de intervención con jóvenes y como prevención del vandalismo". Estos programas se diseñan y ponen en marcha en coordinación con entidades públicas y privadas, y tienen como objetivos principales sensibilizar a la ciudadanía en general y a los jóvenes en particular sobre el respeto al entorno urbano, favorecer la mejora de la estética urbana, la integración social de los jóvenes a los que su situación personal les lleva a la realización de actos vandálicos y favorecer el desarrollo creativo de los jóvenes creadores urbanos dotándolos de recursos y oportunidades.

#### Cuenca
Un modelo similar es el de la capital conquense, sede del festival Zarajo Deluxe, donde han trabajado creadores de todo el continente europeo. Como consecuencia de sus intervenciones sobre el terreno se ha configurado en Cuenca una ruta de murales de arte urbano que recorre las calles y plazas del barrio de San Antón, un arrabal medieval de casas apiñadas sobre un cerro al lado del río Júcar que está declarado Patrimonio de la Humanidad por la UNESCO junto a la ciudad histórica fortificada de Cuenca y sus Hoces.
|                                                       |
| Obra de Mr. Trazo en el Barrio de San Antón de Cuenca |

#### Madrid
En la capital de España, es muy común poder encontrar piezas artísticas en las paredes de la ciudad. En Madrid, han plasmado su arte numerosos artistas conocidos a nivel mundial. Dentro de la ciudad, uno de los barrios más concurridos es la zona de Lavapiés, en el distrito centro, en el que se puede hacer un recorrido por las piezas más famosas. A su vez, hay establecimientos y centros culturales que permiten decorar las paredes con dibujos y, en general, arte. Uno de ellos, es la Tabacalera, en el barrio de embajadores. 
|                               |
| Obra en el distrito de Tetuán |

|                                 |
| Obra en el distrito de Chamberí |

|                               |
| Obra en el barrio de Malasaña |

|                               |
| Obra en el barrio de Malasaña |

|                                  |
| Obra en el distrito de Moratalaz |

|                               |
| Obra en el puente de Vallecas |

|                |
| Obra en Madrid |

#### Pontevedra
Ciudad que alberga la única facultad de Bellas Artes de Galicia Pontevedra ha acogido en los últimos años con múltiples espacios que lucen la historia de la ciudad a través de grandes pinturas para el recuerdo.

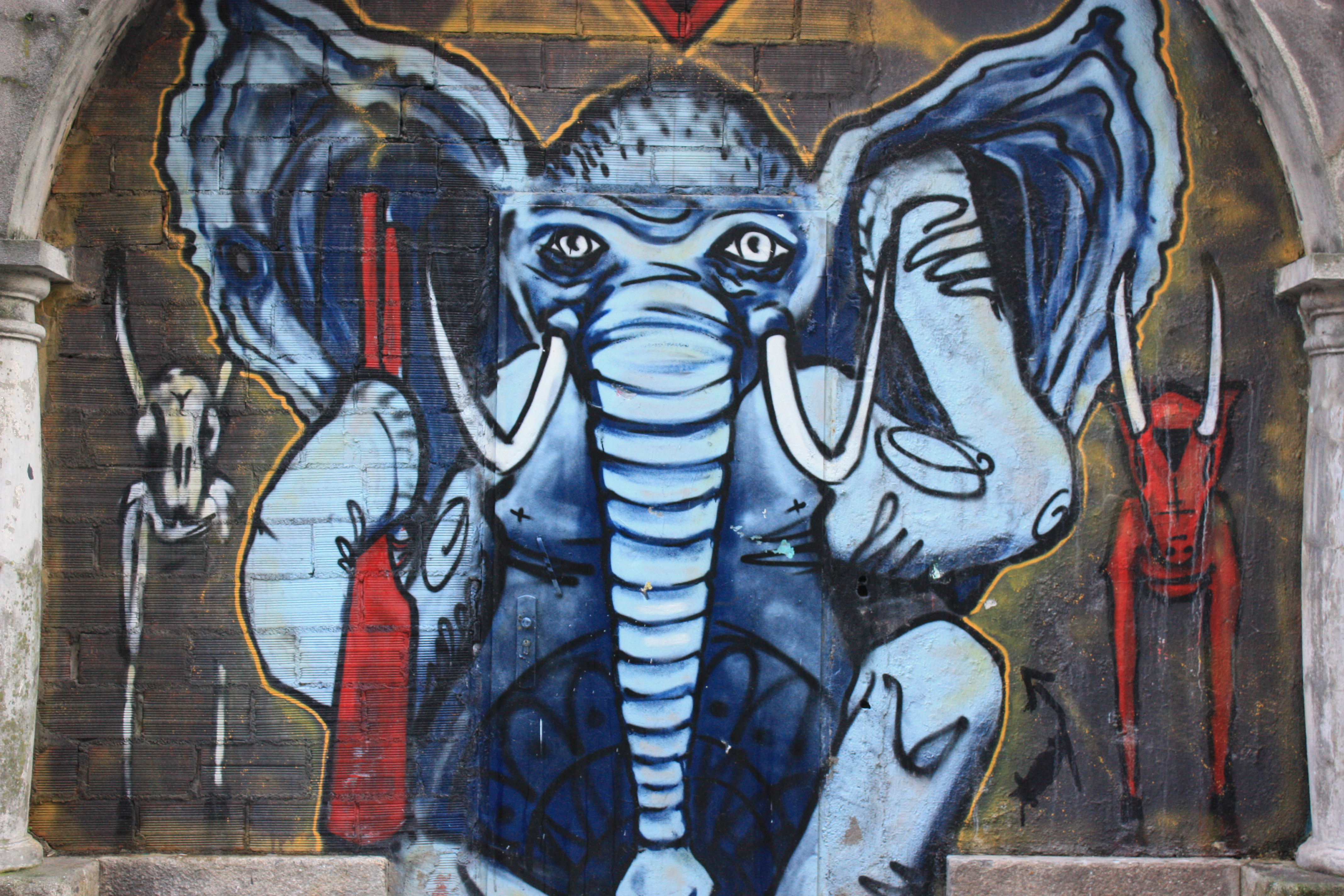
Pontevedra, 2014
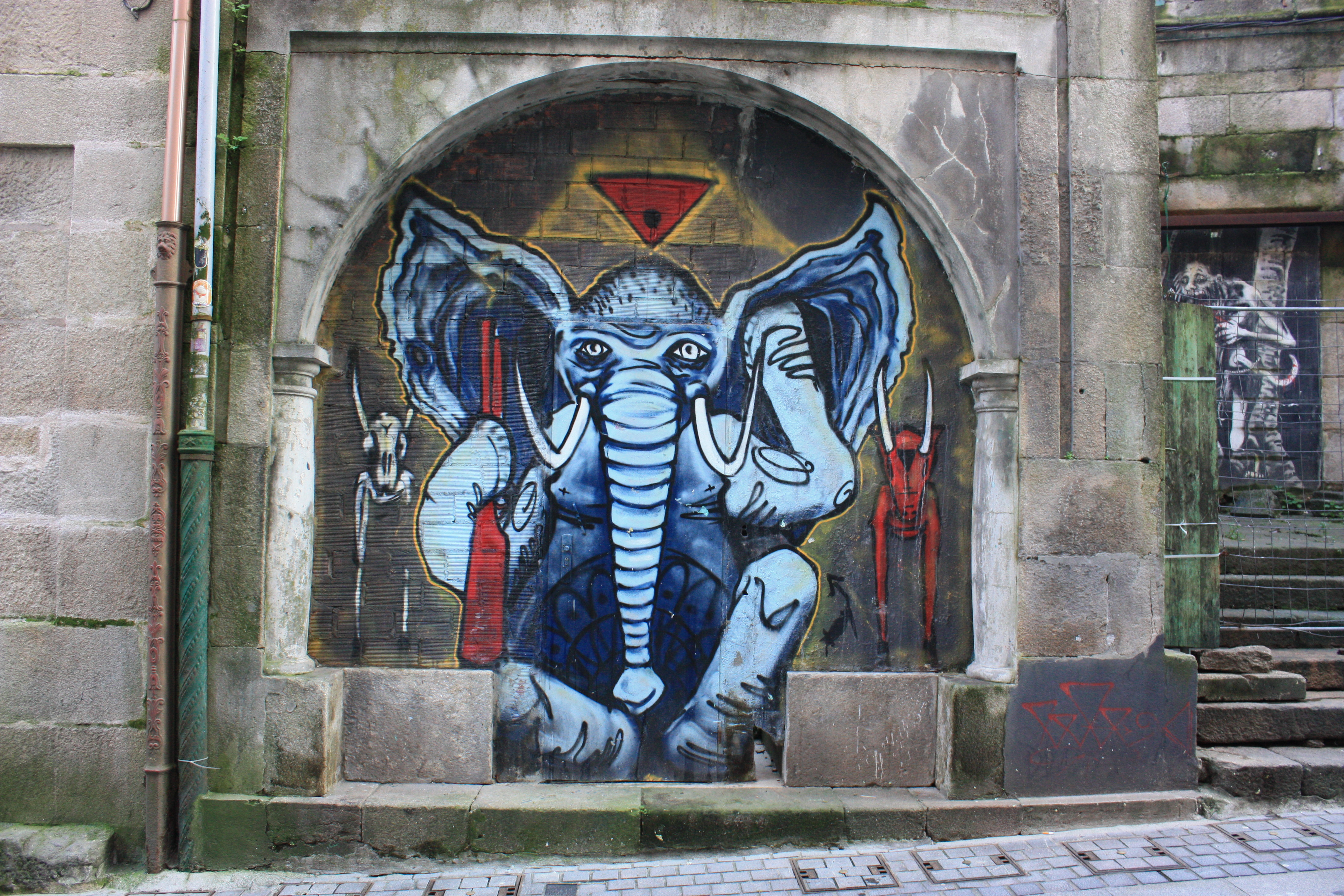
Pontevedra, 2014
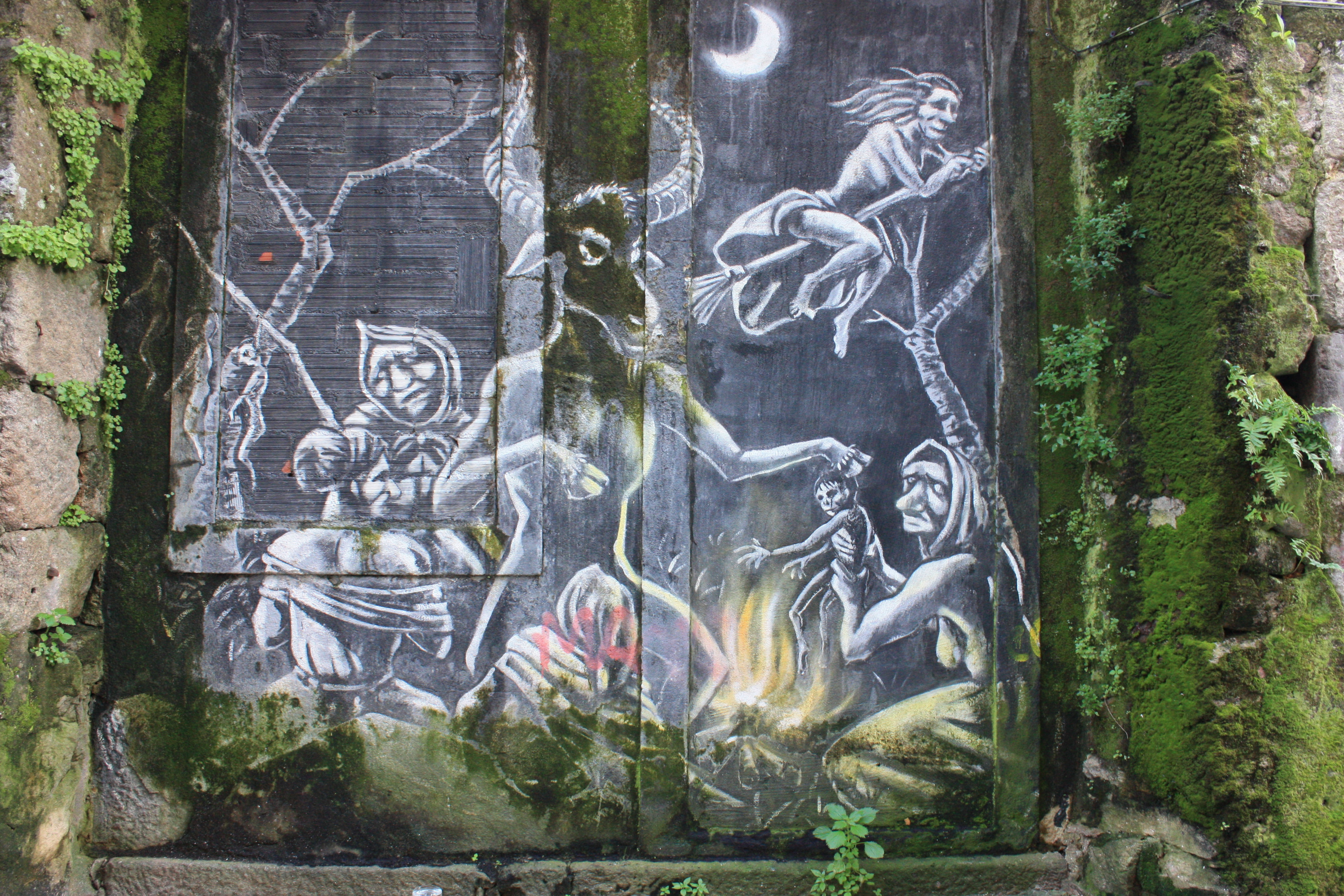
La ciudad de Pontevedra alberga varias interesantes muestras de arte urbano, 2014
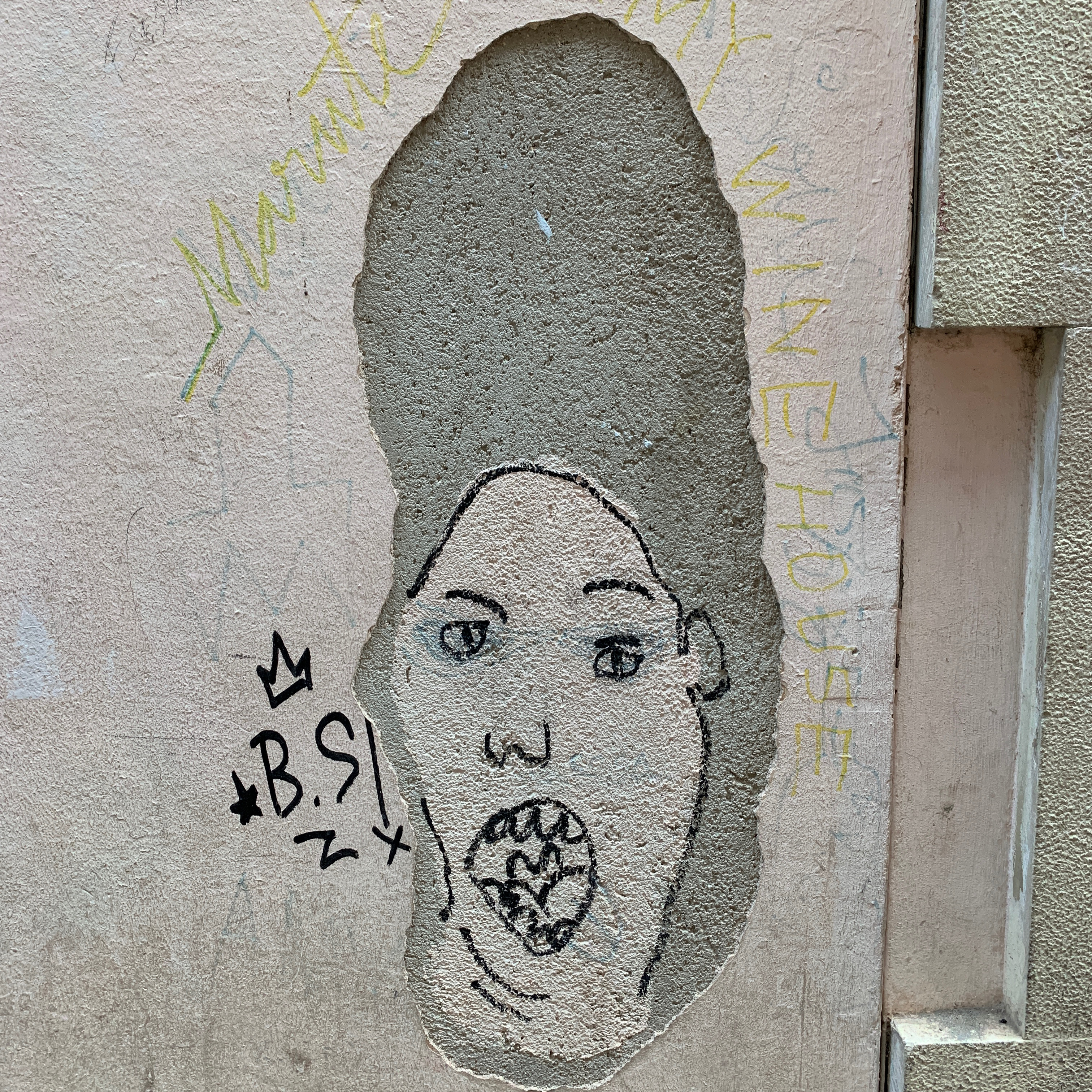
Grafiti en la pared de una calle de Mataró, aprovechando el desconchado para representar el cabello de Marge Simpson, 2021

#### Valencia
Con una nómina de artistas amplia, que incluyen a Julieta XLF (Julia Silla), ESCIF, David de Limón, Pichi&Avo o Hyuro (Tamara Djurovic), en Valencia se puede observar una amplia y efervescente actividad dentro del arte urbano entre las que destacan sus creadoras. Considerada una de las mecas en España de esta rama artística la presencia de turistas y grafiteros, aficionados o no, de todo el mundo para tomar parte de las varias rutas de grafitis existentes es usual. Algunas zonas como el Barrio del Carmen, El Mercat, Velluters, Ruzafa o el Cabanyal son entornos en los que se pueden apreciar las obras.
|                             |
| Obra de Manomatic en Alcira |

|                                    |
| Obra de David de Limón en Valencia |

|                             |
| Obra de J. Warx en Valencia |

|                                               |
| Obra de Okuda cerca de la Estación de Sorolla |

|                                              |
| Obra de Toni Espinar y Pichi&Avo en Valencia |

|                     |
| Obra de Julieta XLF |

|                           |
| Obra de ESCIF en Valencia |

## Arte urbano en América

### Argentina
El arte urbano o callejero es una nueva forma de expresión para muchos artistas. Pero en Argentina, el arte callejero no siempre fue aceptado. Se fueron realizando distintos proyectos y tareas para conseguir el apoyo de las autoridades y lograr llevar adelante el nuevo proyecto de embellecer la ciudad. Unos de los máximos referentes es Martín Ron (artista), que ha realizado un gran cantidad de murales en la Ciudad de Buenos Aires y el Gran Buenos Aires.
Otro artista es "El Marian" (Mariano Antedoménico) artista plástico y muralista autodidacto, cuyo arte se ha mostrado en el país y ha participado en festivales, muestras colectivas e individuales en Buenos Aires, Mar del Plata, Córdoba, Salta y Santa Fe (Argentina), en Bogotá (Colombia) y Catalunia (España).
Fio Silva es una muralista de la zona oeste del conurbano bonaerense (nombrada ciudadana ilustre de Hurlingham) que interviene paredes en distintos puntos de Argentina y el mundo.
Gabriel D’Elía (hijo de padres argentinos) es un artista urbano con un estilo diferente, interviene no sólo paredes, sino que utiliza como lienzo todo tipo de objetos: autos, skates, fundas de teléfono, etc. En esa misma línea artística, se encuentra Tomás Sarquis, quien también hace del intervencionismo un eje expresivo.
Gerdy Harapos, Ale Giorgga, Guille Pachelo, Boxi Trixi, Rusty Deimos, Bicicleta (Martín Gabriel) y Diego Martin Staffolani forman parte del grupo BA PASTE UP, un movimiento de arte urbano que tiene como principal herramienta el uso de afiches (o pegatinas) para intervenir paredes.
|                                     |
| Arte urbano en el Gran Buenos Aires |

|                                                     |
| Arte urbano en el barrio de Barracas (Buenos Aires) |

#### Arte urbano en Rosario
I MEDIANERAS I es un dúo integrado por Vanesa Galdeano (Arquitecta) y Anali Chanquia (Lic en artes), dos artistas argentinas que actualmente residen en Barcelona, España. A diferencia de los muros, encargados únicamente de separar los espacios, las paredes I MEDIANERAS I son aquellas que son compartidas entre vecinos. Este concepto nos atrae porque creemos que el arte público, además de embellecer las ciudades, reivindica la idea del lugar compartido por todos los individuos. Buscamos cambiar la manera habitual en la que percibimos los espacios, alterar el paisaje urbano de la calle y disfrutar en el proceso creativo junto a la comunidad de cada sitio donde pintamos.

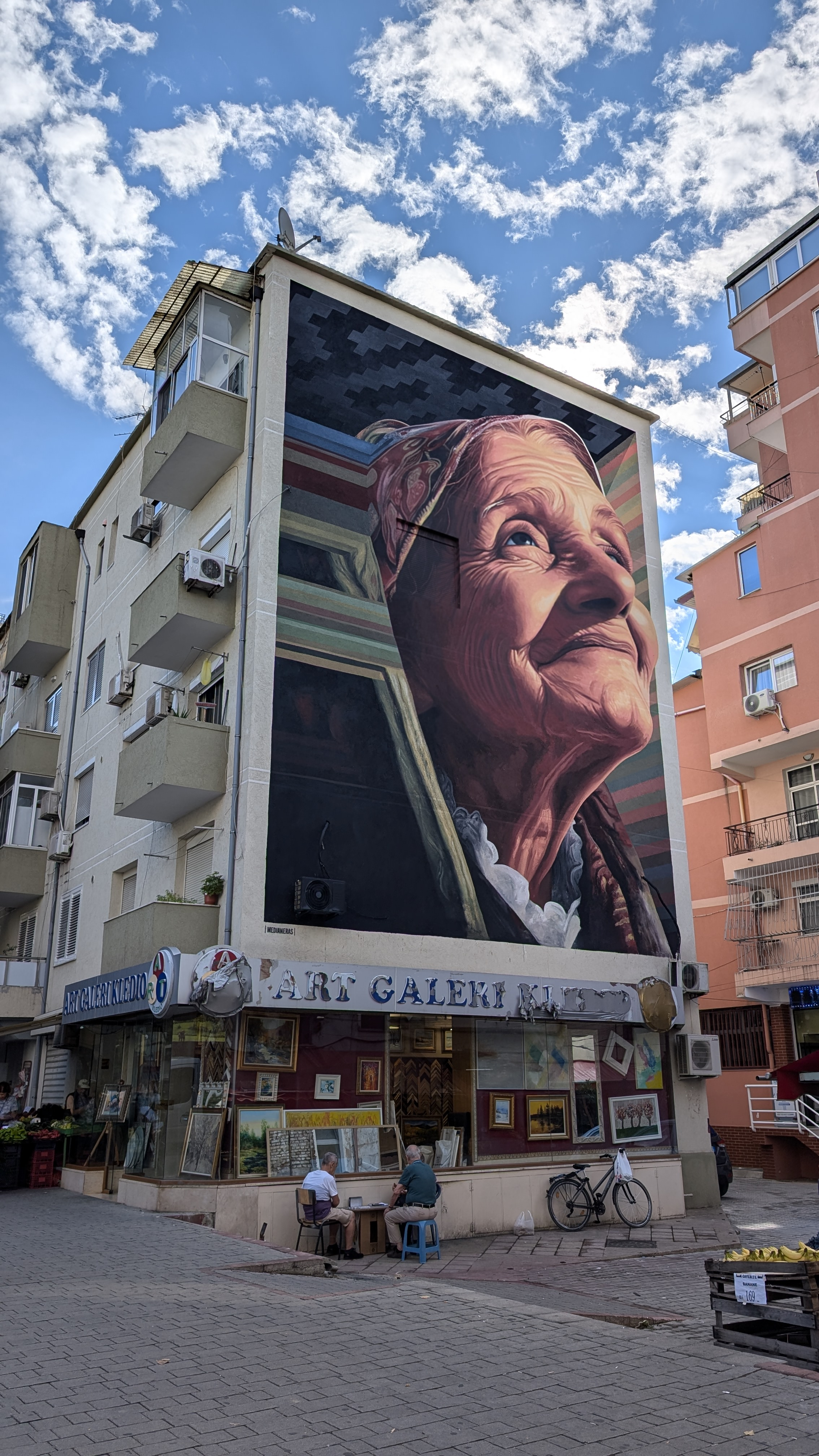
Mural del dúo MEDIANERAS, Tirana, Albania, 2024.

Vanesa Galdeano (arquitecta) y Analí Chanquía (Lic. en Artes) trabajan creando sus obras desde hace más de 12 años en el espacio público. Comenzaron a producir juntas en el 2015. Comparten las mismas preocupaciones relacionadas al espacio urbano y el arte público. Desde entonces, crearon un proyecto unificador que denominaron I MEDIANERAS I con el fin de ampliar y vincular su producción. Consideran fundamental el hecho de trasladarse, recorrer ciudades y realizar obras que se inscriban en el contexto urbano.
En cuanto a la línea fundamental de producción pictórica se destaca la representación de una amplia variedad de rostros a manera de visibilizar la diversidad en espectro de la comunidad y la existencia de los diferentes colectivos. Estos personajes se encuentran frecuentemente dentro de las arquitecturas que son utilizadas como soporte e integrados a las mismas a través del color y la forma.. Juntas han trabajado en diferentes ciudades como Río de Janeiro (Brasil), Hollbox (México), Londres, Wiesbaden (Alemania), Covilha (Portugal), Salamanca (España), Madrid (España), Lisboa (Portugal), Rosario (Argentina), Buenos Aires, Bangkok (Tailandia), Viena (Austria), Fanzara (España), Chemnitz (Alemania), Fortaleza (Brasil), Florianópolis (Brasil) o La Paz (Bolivia) entre muchas otras.

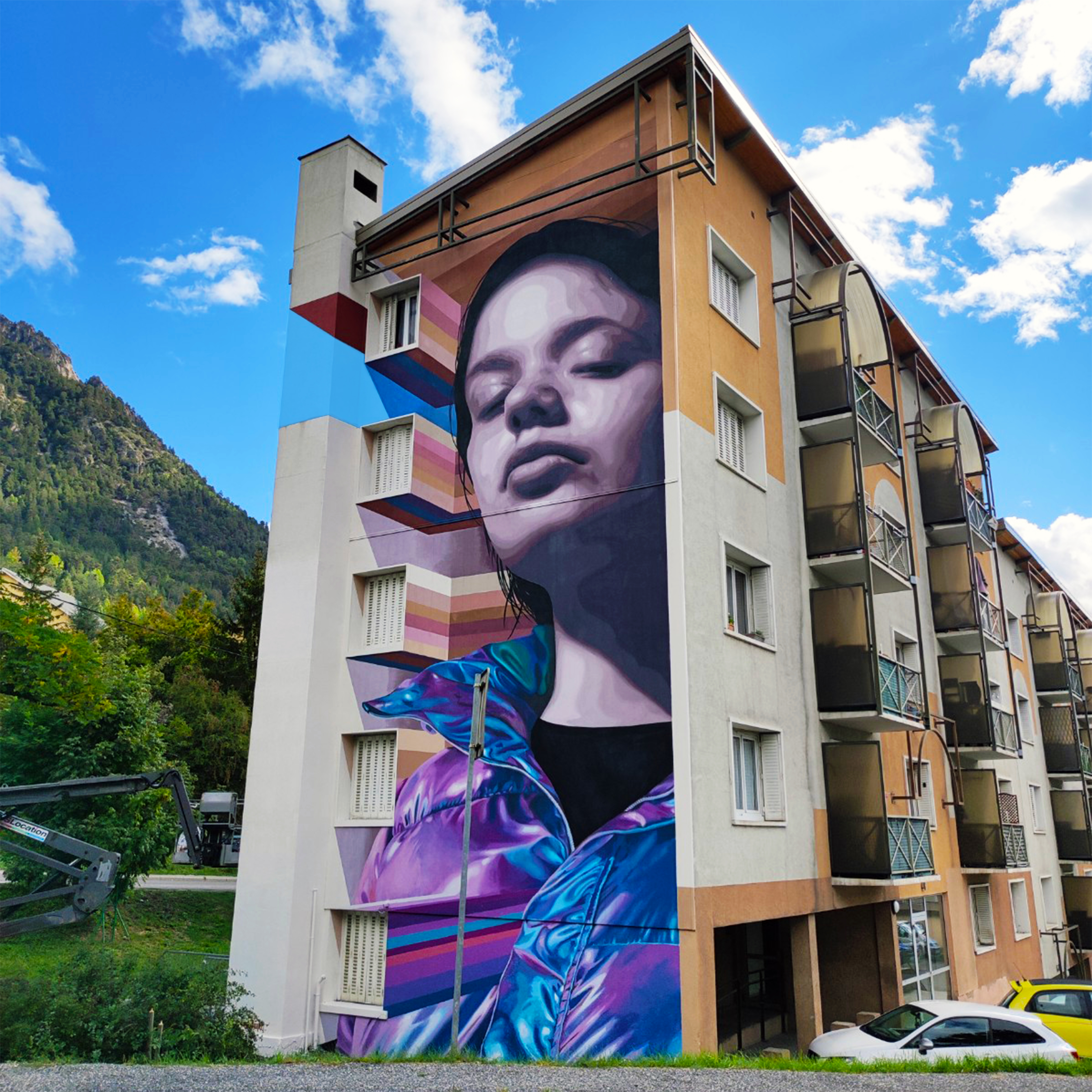
Mural del dúo MEDIANERAS, Briançon, Francia, 2022

### Bolivia
El arte urbano en Bolivia destaca temáticas como la Pachamama, conflictos sociales, el medio ambiente, la pluriculturalidad y la vida cotidiana en el país como también distintos tintes de influencia de todo el mundo. Sus artistas urbanos toman la ciudad como lienzos plasmando el arte en distintos lugares donde cohabita el arte y la ciudad. Hace algunos años algunas organizaciones se dedican a mejorar la infraestructura y calidad de vida de distintos barrios de escasos recursos con intervenciones de arte urbano en ciudades como La Paz, El Alto y otras urbes,  de esta manera las calles de Bolivia se convierten en galerías públicas de arte y van creando historia del país.
Uno de los eventos más importantes de arte urbano es la Bienal de Arte Urbano de Cochabamba (BAU), que parte de un largo proceso de reconfiguración del espacio público, se desarrolla cada dos años en la ciudad iniciando el año 2011. Cuyo punto de partida nos remite al centro histórico de Cochabamba y otras zonas. Han participado artistas nacionales como Norka Paz, Oveja213, Puriskiri o Rococó y otros internacionales de países como Chile, Brasil, Venezuela, Colombia, Italia y Perú, entre los que podemos mencionar a Charquipunk, Inti, Salvador, ELODIO, Brigada Negotrópica, Rodrigo Branco, el Kalaka, Bastardilla, Erica il cane, Decertor, Entes o Pesimo.
|                                          |
| Mural en el Cementerio General de La Paz |

### Chile
Desde 2012 anualmente se celebra en Santiago el festival de intervenciones urbanas y arte urbano Hecho en Casa. Durante los días del festival numerosas obras de gran tamaño, murales, performances y esculturas, además de obras en otros formatos, se instalan en hitos urbanísticos para que los ciudadanos puedan interactuar con ellas. Dentro del listado de artistas artistas nacionales e internacionales que han participado del Hecho en Casa con alguna obra o intervención, se encuentra el artista holandés Florentijn Hofman y los colectivos Sand in Your Eye y The Glue Society, además de los muralistas Luis Núñez San Martín y Payo.

### Colombia
El arte urbano ha ayudado a cambiar la imagen pública del país cambiando a Colombia de un país de guerrera y narcotráfico, a ser un país lleno de arte urbano, pero este arte urbano también ha ayudado a los Colombianos a volver a encontrar su sentido de comunidad.
En los últimos años los grafitis han reinventado la ciudad, lo que ha hecho de Bogotá una de las ciudades más famosa en la escena del grafiti mundial. En muchos de los lugares más concurridos de la capital colombiana los grafitis han dejado de ser símbolo de inseguridad y desaseo, para convertirse en obras de arte de gran formato, que han motivado la formación de circuitos turísticos para su deleite. El grafiti de estas calles también ha ayudado a los ciudadanos a aceptar la industrialización de estas mismas. Por ejemplo en el artículo coescrito por Olga Caro-Pérez, Angie Fontalvo-Ortiz, Álvaro Acevedo-Merlano y Margarita Quintero-León "Muros que hablan: la interculturalidad de una ciudad del caribe colombiano en el Muralismo y el Street art. urbe" se hace énfasis en este enfoque.

"Mediante estas intervenciones no solo hay una resignificación del espacio, sino, sobre la imagen de los artistas, pues a través de sus obras que están presentes en espacios como la calle 50, la Avenida Murillo, Vía 40, Barrio Barlovento, Barrio Montecristo, Malecón del Río y otros sectores periféricos de la ciudad, han logrado trabajar con las comunidades para ayudar a la construcción del tejido social, brindándoles espacios de encuentro a través del arte"
Olga Caro-Pérez, Angie Fontalvo-Ortiz, Álvaro Acevedo-Merlano y Margarita Quintero-León 

Uno de los lugares más representativos ha sido la Calle 26, sobre la cual se encuentran intervenciones de artistas locales reconocidos como Toxicómano, Lesivo o Guache. A lo largo de la avenida que atraviesa la ciudad, se pueden ver grafitis de todo tipo, desde el que busca el reconocimiento de las raíces ancestrales o la biodiversidad, hasta los que buscan hacer críticas sociales o rendir homenaje a personajes nacionales como Jaime Garzón. Como Ángela María Lopera Molano y Patricia Coba Gutiérrez destacan la heterogeneidad de los artistas colombianos en su artículo "Intervención del espacio público: percepción ciudadana del grafiti en la ciudad de Ibagué".

"La comunidad grafitera de Ibagué no es homogénea, es decir, sus integrantes pertenecen a diferentes clases sociales, ni comparten las mismas características. Cada artista tiene su propio significado del arte urban, y ese significado se puede observar en las calles de Colombia"
Ángela María Lopera Molano y Patricia Coba Gutiérrez 

A finales de los años 90 del siglo XX surgió un movimiento de grafiteras colombianas en Bogotá, Cali y Medellín, entre las que se encontraban Fear First, Bastardilla, Lili Cuca, Era, Mela, Pecas, Missy y Gleo.
|                                            |
| Grafiti realizado por Toxicómano en Bogotá |

### México
Las manifestaciones de Street Art en México se iniciaron a finales de la década de los años 80 en la Ciudad de México dentro de los edificios multifamiliares del norte de la ciudad y las líneas del metro. Desde entonces, el arte urbano y el grafiti ha conformado una parte esencial de la identidad barrial en las distintas delegaciones en la metrópolis. Actualmente existen distintas asociaciones y colectivos que se dedican a la proliferación de espacios para el arte urbano en la capital mexicana, más allá de las fronteras de la capital, Querétaro se ha perfilado como uno de los máximos referentes de arte urbano en la república mexicana (gracias a los festivales de arte urbano que alberga la ciudad). Otras ciudades punta de lanza en este fenómeno cultural son Juárez, Puebla, Cholula, Tijuana, Pachuca y San Miguel de Allende.
Actualmente existen festivales que promueven el arte urbano. El mes de abril de 2016 se llevó a cabo la tercera edición del festival ilústram´esta en la Ciudad de México, con la participación de 18 artistas, fue organizado por la Asamblea para la Cultura y la Democracia (ACUDE), el resultado son 21 obras que están plasmadas en los murales de las calles peatonales de Regina y San Jerónimo, estas estarán expuestas todo el mes de mayo. Este tipo de festivales promueven la cultura de los artistas y de tener una libre expresión en un espacio público de una manera regulada, evitando el conflicto entre los "artistas" y la autoridad, ya que muchas personas consideran el "arte" del grafiti como vandalismo, más en países como México donde siguen existiendo conflictos barriales de territorio, donde se utilizan los grafitis para indicar que la zona esta bajo el mando del barrio o banda que domine esa parte del territorio.
Asimismo existen medios, como All City Canvas, especializados en la difusión del arte urbano, tanto en México como en Latinoamérica y el resto del mundo. Así es como se ha conseguido crear un lenguaje universal en torno a esta manifestación artística. Incluso, en 2012, ellos fueron los primeros en organizar un festival de street art en México que buscaba unir esfuerzos internacionales y crear obras durante una semana en la Ciudad de México. En los últimos años han producido varios murales en colaboración con talentosos artistas como Vhils, It's a Living y Bier en Brood, como parte de All City Canvas Global Series en diversas ciudades de México y Estados Unidos. El objetivo de la iniciativa es crear impacto en la sociedad a través de una pieza a gran escala.

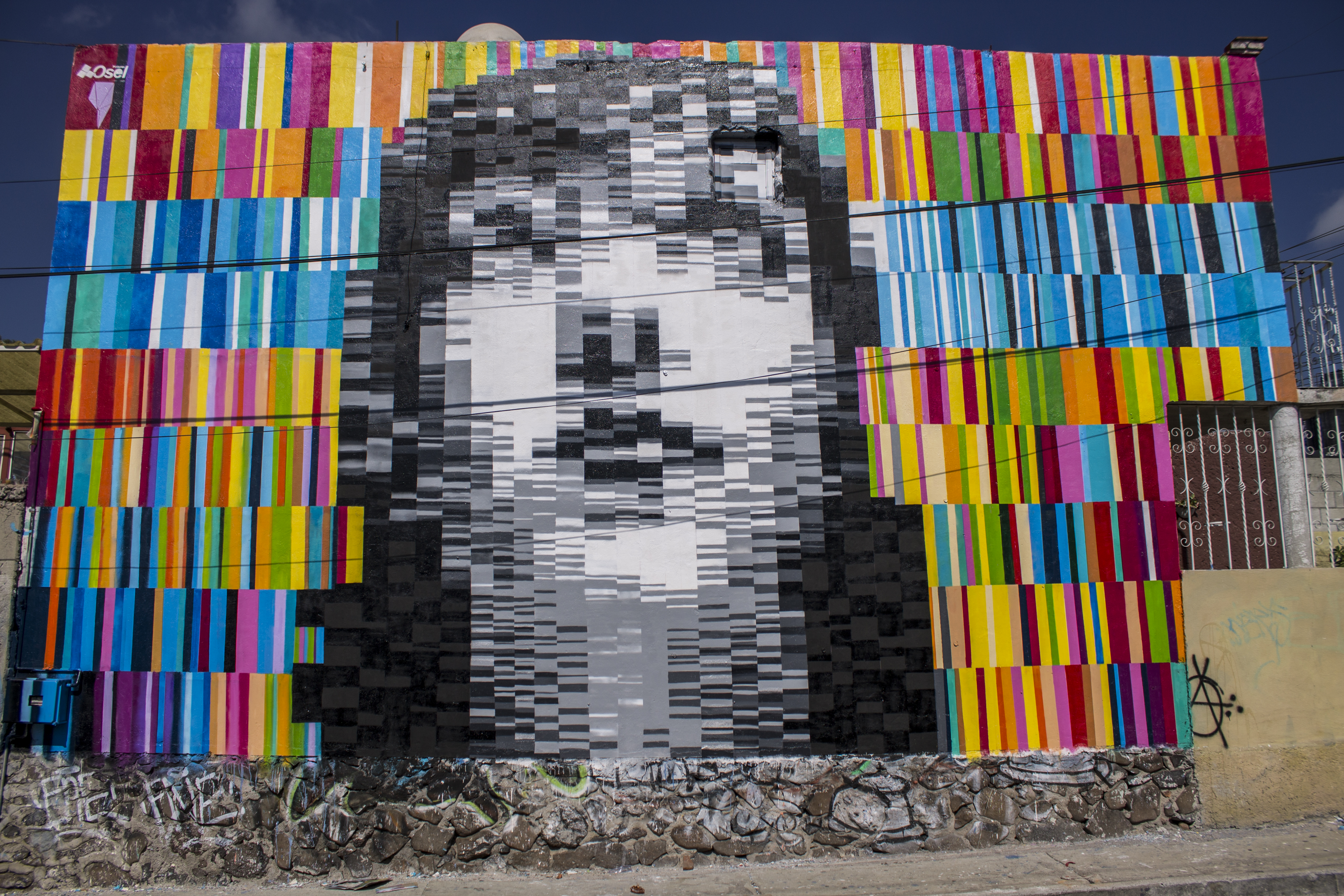
Grafiti en una casa del Eje Central Lázaro Cárdenas, Ciudad de México.
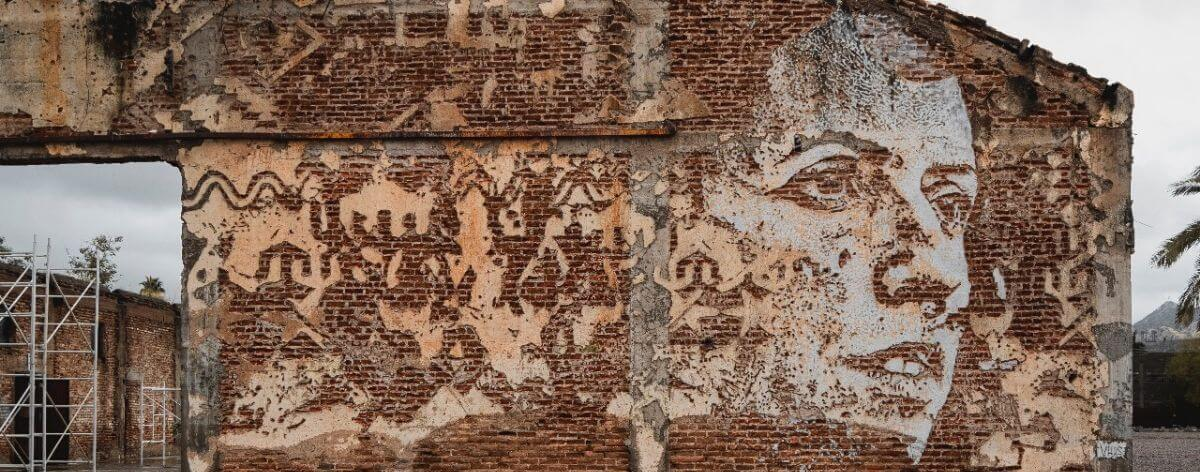
Mural de Vhils en Parque La Ruina (Hermosillo, Sonora), producido para ACC Global Series.

### Uruguay
En Sudamérica, y particularmente en Uruguay, el arte urbano o callejero está asociado a reivindicaciones políticas o a vínculos futbolísticos.
Si bien hay artistas que despliegan su arte por el país, sobre todo en Montevideo (la capital de Uruguay), el arte callejero está asociado a los militantes políticos o a las hinchadas de fútbol.
|                                                          |
| Grafiti realizado por hinchas del Nacional en Montevideo |

### Venezuela
En una época donde Caracas seguía progresando hacia la modernidad, recibió una ola de emigrantes. Entre ellos se encontraba Ennio Tamiazzo, uno de los primeros artistas que implementó el muralismo en la urbe caraqueña.
A medida que se construyeron edificios multifamiliares en la capital venezolana, este artista italiano plasmó sus mosaicos en El Rosal, San Bernardino, Altamira y Bello Monte.
Si bien estas obras tenían un aire más cultural, gran parte de los primeros artes callejeros en el país se relacionaron con la política. Predominaban los mensajes en desacuerdo o apoyo hacia los mandatarios del momento. Con el paso de los años, el arte callejero en Venezuela fue evolucionando. Las obras con tildes político continuaron protagonizando las calles del país, pero la cultura pasaba a formar parte de la palestra.
|                              |
| Mural con grafiti en Caracas |

|                                                  |
| Mural del artista Seb Toussaint en Petare (2019) |